# Súper Rugby 2018
El Super Rugby 2018 fue la temporada número 23 del famoso Super Rugby. Es organizado por la Sanzaar, con la participación de 15 equipos, 4 de Sudáfrica (Bulls, Lions, Sharks y Stormers) 5 equipos de Nueva Zelanda (Blues, Chiefs, Crusaders -campeón 2017-, Highlanders y Hurricanes), 4 de Australia (Brumbies, Rebels, Reds y Waratahs), 1 de Argentina (Jaguares) y 1 de Japón (Sunwolves).
En la edición 2018 se produjeron modificaciones considerables en el formato del torneo, reduciéndose la cantidad de equipos de 18 a 15 (quedaron excluidos Western Force por la ARU y Cheetahs y Southern Kings por la SARU), y también la cantidad de grupos o conferencias, de cuatro a tres.

## Equipos participantes
1. ↑  Además utilizará el Estadio Nacional de Singapur.

## Forma de disputa
Fase regular
Los 15 equipos se agrupan geográficamente en tres conferencias de cinco equipos cada uno:
- La Conferencia Australia incluye los cuatro equipos australianos y el equipo japonés;
- La Conferencia Nueva Zelanda incluye a los cinco equipos neozelandeses;
- La Conferencia Sudáfrica incluye los cuatro equipos sudafricanos y el equipo argentino.

La fase regularse consta de 18 fechas que se disputan en 19 semanas, de las cuales en la primera solo compiten equipos de la conferencia sudafricana y en la Nº 16 (1 al 3 de junio) solo compiten equipos de las conferencias australiana y neozelandesa. Cada equipo queda libre en dos fechas y debe disputar 16 partidos:
- ocho contra cada uno de los demás equipos de su misma conferencia (local y visitante);
- cuatro contra diferentes equipos de una de las otras dos conferencias;
- cuatro contra diferentes equipos de la segunda de las otras dos conferencias.

Puntuación
Para ordenar a los equipos en la tabla de posiciones se los puntuará según los resultados obtenidos.
- 4 puntos por victoria.
- 2 puntos por empate.
- 0 puntos por derrota.
- 1 punto bonus por ganar haciendo 3 o más tries que el rival.
- 1 punto bonus por perder por siete o menos puntos de diferencia.

Eliminatorias
El equipo ganador de cada una de las tres conferencias clasifica automáticamente para los cuartos de final formados por ocho equipos en total. Los otros cinco lugares corresponden a los cinco equipos mejor clasificados en la tabla general que reúne a las tres conferencias. Cada equipo mantiene su posición como cabeza de serie para las siguientes rondas.
En los cuartos de final, los tres ganadores de conferencia y el equipo mejor ubicado en la general, excluidos los ganadores de cada conferencia, son anfitriones de los partidos, es decir, juegan de local en la eliminatoria de cuartos de final. Se enfrentarán con los equipos ubicados del quinto al octavo puesto de la general de las tres conferencias reunidas, de tal manera que se enfrentarán el primer clasificado (el ganador de conferencia con mayor puntuación) con el octavo clasificado, el segundo se enfrentará al séptimo, el tercero (el ganador de conferencia con peor puntuación de los tres ganadores de conferencia) al sexto y el cuarto (que es el primero de la tabla general una vez excluidos los tres equipos ganadores de cada conferencia) se enfrentará al quinto clasificado.
Los ganadores de cuartos de final avanzarán a las semifinales, donde el mayor cabeza de serie es local y enfrenta al de menor posición. El ganador de cada semifinal pasa a la final, en la sede del equipo de mayor cabeza de serie.
El equipo ganador de la final se proclama campeón.

## Reglas especiales
El Super Rugby aplica reglas especiales que lo diferencian de las generales del rugby establecidas por la World Rugby (WR). Las dos principales son:
- El punto bonus ofensivo se obtiene cuando el equipo vencedor anota tres o más tries que su oponente. Esta regla se diferencia de la sancionada por la WR, que asigna un punto bonus al equipo que anota cuatro tries o más, sin relación alguna con la cantidad anotada por el oponente.
- En caso de penal una vez que ha sonado la sirena de final del tiempo de juego, el equipo favorecido con la sanción tiene la opción de patear al touch y obtener un line out. Esta opción no está permitida en las reglas de la WR.

## Fase Regular

### Conferencia Australia
Final. Actualizado incluyendo los partidos disputados el 14 de julio de 2018 (semana 19).
| Pos. | Equipo    | Encuentros | Encuentros | Encuentros | Encuentros | Tantos | Tantos | Tantos | Tantos | Tantos | PB | PB | Puntos |
| Pos. | Equipo    | PJ         | PG         | PE         | PP         | F      | C      | Dif    | Tf     | Tc     | BO | BD | Puntos |
| ---- | --------- | ---------- | ---------- | ---------- | ---------- | ------ | ------ | ------ | ------ | ------ | -- | -- | ------ |
| 1.º  | Waratahs  | 16         | 9          | 1          | 6          | 557    | 445    | +112   | 74     | 59     | 4  | 2  | 44     |
| 2.º  | Rebels    | 16         | 7          | 0          | 9          | 440    | 461    | -21    | 57     | 60     | 5  | 3  | 36     |
| 3.º  | Brumbies  | 16         | 7          | 0          | 9          | 393    | 422    | -29    | 56     | 52     | 2  | 4  | 34     |
| 4.º  | Reds      | 16         | 6          | 0          | 10         | 389    | 501    | -112   | 49     | 66     | 1  | 3  | 28     |
| 5.º  | Sunwolves | 16         | 3          | 0          | 13         | 404    | 664    | -260   | 48     | 99     | 0  | 2  | 14     |

|  | Ganadores de conferencia y clasificados a la siguiente fase. |
|  | Clasificados a la siguiente fase.                            |

### Conferencia Nueva Zelanda
Final. Actualizado incluyendo los partidos disputados el 14 de julio de 2018 (semana 19).
| Pos. | Equipo      | Encuentros | Encuentros | Encuentros | Encuentros | Tantos | Tantos | Tantos | Tantos | Tantos | PB | PB | Puntos |
| Pos. | Equipo      | PJ         | PG         | PE         | PP         | F      | C      | Dif    | Tf     | Tc     | BO | BD | Puntos |
| ---- | ----------- | ---------- | ---------- | ---------- | ---------- | ------ | ------ | ------ | ------ | ------ | -- | -- | ------ |
| 1.º  | Crusaders   | 16         | 14         | 0          | 2          | 542    | 295    | +247   | 77     | 39     | 7  | 0  | 63     |
| 2.°  | Hurricanes  | 16         | 11         | 0          | 5          | 474    | 343    | +131   | 66     | 43     | 5  | 2  | 51     |
| 3.º  | Chiefs      | 16         | 11         | 0          | 5          | 463    | 368    | +95    | 60     | 48     | 3  | 2  | 49     |
| 4.º  | Highlanders | 16         | 10         | 0          | 6          | 437    | 445    | -8     | 59     | 57     | 3  | 1  | 44     |
| 5.º  | Blues       | 16         | 4          | 0          | 12         | 378    | 509    | -131   | 50     | 66     | 2  | 4  | 22     |

|  | Ganadores de conferencia y clasificados a la siguiente fase. |
|  | Clasificados a la siguiente fase.                            |

### Conferencia Sudáfrica
Final. Actualizado incluyendo los partidos disputados el 14 de julio de 2018 (semana 19).
| Pos. | Equipo   | Encuentros | Encuentros | Encuentros | Encuentros | Tantos | Tantos | Tantos | Tantos | Tantos | PB | PB | Puntos |
| Pos. | Equipo   | PJ         | PG         | PE         | PP         | F      | C      | Dif    | Tf     | Tc     | BO | BD | Puntos |
| ---- | -------- | ---------- | ---------- | ---------- | ---------- | ------ | ------ | ------ | ------ | ------ | -- | -- | ------ |
| 1.º  | Lions    | 16         | 9          | 0          | 7          | 519    | 435    | +84    | 77     | 55     | 6  | 4  | 46     |
| 2.º  | Jaguares | 16         | 9          | 0          | 7          | 409    | 418    | -9     | 51     | 55     | 2  | 0  | 38     |
| 3.º  | Sharks   | 16         | 7          | 1          | 8          | 437    | 442    | -5     | 49     | 57     | 2  | 4  | 36     |
| 4.º  | Stormers | 16         | 6          | 0          | 10         | 390    | 423    | -33    | 46     | 56     | 0  | 5  | 29     |
| 5.º  | Bulls    | 16         | 6          | 0          | 10         | 441    | 502    | -61    | 59     | 66     | 2  | 3  | 29     |

|  | Ganadores de conferencia y clasificados a la siguiente fase. |
|  | Clasificados a la siguiente fase.                            |

### Tabla general
Actualizado incluyendo los partidos disputados el 14 de julio de 2018 (semana 19).
| Posiciones generales |             |            |            |            |            |        |        |        |        |        |    |    |        |
| Pos.                 | Equipo      | Encuentros | Encuentros | Encuentros | Encuentros | Tantos | Tantos | Tantos | Tantos | Tantos | PB | PB | Puntos |
| Pos.                 | Equipo      | PJ         | PG         | PE         | PP         | F      | C      | Dif    | Tf     | Tc     | BO | BD | Puntos |
| -------------------- | ----------- | ---------- | ---------- | ---------- | ---------- | ------ | ------ | ------ | ------ | ------ | -- | -- | ------ |
| 1.º                  | Crusaders   | 16         | 14         | 0          | 2          | 542    | 295    | +247   | 77     | 39     | 7  | 0  | 63     |
| 2.º                  | Lions       | 16         | 9          | 0          | 7          | 519    | 435    | +84    | 77     | 55     | 6  | 4  | 46     |
| 3.º                  | Waratahs    | 16         | 9          | 1          | 6          | 557    | 445    | +112   | 74     | 59     | 4  | 2  | 44     |
| 4.º                  | Hurricanes  | 16         | 11         | 0          | 5          | 474    | 343    | +131   | 66     | 43     | 5  | 2  | 51     |
| 5.º                  | Chiefs      | 16         | 11         | 0          | 5          | 463    | 368    | +95    | 60     | 48     | 3  | 2  | 49     |
| 6.º                  | Highlanders | 16         | 10         | 0          | 6          | 437    | 445    | -8     | 59     | 57     | 3  | 1  | 44     |
| 7.º                  | Jaguares    | 16         | 9          | 0          | 7          | 409    | 418    | -9     | 51     | 55     | 2  | 0  | 38     |
| 8.º                  | Sharks      | 16         | 7          | 1          | 8          | 437    | 442    | -5     | 49     | 57     | 2  | 4  | 36     |
| 9.º                  | Rebels      | 16         | 7          | 0          | 9          | 440    | 461    | -21    | 57     | 60     | 5  | 3  | 36     |
| 10.º                 | Brumbies    | 16         | 7          | 0          | 9          | 393    | 422    | -29    | 56     | 52     | 2  | 4  | 34     |
| 11.º                 | Stormers    | 16         | 6          | 0          | 10         | 390    | 423    | -33    | 46     | 56     | 0  | 5  | 29     |
| 12.º                 | Bulls       | 16         | 6          | 0          | 10         | 441    | 502    | -61    | 59     | 66     | 2  | 3  | 29     |
| 13.º                 | Reds        | 16         | 6          | 0          | 10         | 389    | 501    | -112   | 49     | 66     | 1  | 3  | 28     |
| 14.º                 | Blues       | 16         | 4          | 0          | 12         | 378    | 509    | -131   | 50     | 66     | 2  | 4  | 22     |
| 15.º                 | Sunwolves   | 16         | 3          | 0          | 13         | 404    | 664    | -260   | 48     | 99     | 0  | 2  | 14     |

## Partidos de la fase regular
| La hora está expresada uniformemente según el UTC-0. Para poder establecer el horario en cada lugar se debe recurrir al huso horario en que esté ubicado, sumándole o restándole según corresponda. |

| Semana 1 (solo CSA) | Semana 1 (solo CSA) | Semana 1 (solo CSA) | Semana 1 (solo CSA) | Semana 1 (solo CSA) | Semana 1 (solo CSA)                    | Semana 1 (solo CSA) | Semana 1 (solo CSA) |
| Local               | PB                  | Resultado           | PB                  | Visitante           | Estadio                                | Fecha               | Hora                |
| ------------------- | ------------------- | ------------------- | ------------------- | ------------------- | -------------------------------------- | ------------------- | ------------------- |
| Stormers            |                     | 28 - 20             |                     | Jaguares            | DHL Newlands (Ciudad del Cabo)         | 17 de febrero       | 13:05               |
| Lions               |                     | 26 - 19             | BD                  | Sharks              | Emirates Airlines Park (Johannesburgo) | 17 de febrero       | 15:15               |
| Descansan: Bulls.   |                     |                     |                     |                     |                                        |                     |                     |

| Semana 2           | Semana 2 | Semana 2  | Semana 2 | Semana 2   | Semana 2                                 | Semana 2      | Semana 2 |
| Local              | PB       | Resultado | PB       | Visitante  | Estadio                                  | Fecha         | Hora     |
| ------------------ | -------- | --------- | -------- | ---------- | ---------------------------------------- | ------------- | -------- |
| Highlanders        |          | 41 - 34   | BD       | Blues      | Forsyth Barr Stadium (Dunedin)           | 23 de febrero | 6:35     |
| Rebels             | BO       | 45 - 19   |          | Reds       | AAMI Park (Melbourne)                    | 23 de febrero | 8:45     |
| Sunwolves          | BD       | 25 - 32   |          | Brumbies   | Prince Chichibu Memorial Stadium (Tokio) | 24 de febrero | 4:15     |
| Crusaders          | BO       | 45 - 23   |          | Chiefs     | AMI Stadium (Christchurch)               | 24 de febrero | 6:35     |
| Waratahs           |          | 34 - 27   | BD       | Stormers   | Allianz Stadium (Sydney)                 | 24 de febrero | 8:45     |
| Lions              | BO       | 47 - 27   |          | Jaguares   | Emirates Airlines Park (Johannesburgo)   | 24 de febrero | 13:05    |
| Bulls              |          | 21 - 19   | BD       | Hurricanes | Loftus Versfeld (Pretoria)               | 24 de febrero | 15:15    |
| Descansan: Sharks. |          |           |          |            |                                          |               |          |

| Semana 3                | Semana 3 | Semana 3  | Semana 3 | Semana 3   | Semana 3                                | Semana 3   | Semana 3 |
| Local                   | PB       | Resultado | PB       | Visitante  | Estadio                                 | Fecha      | Hora     |
| ----------------------- | -------- | --------- | -------- | ---------- | --------------------------------------- | ---------- | -------- |
| Blues                   | BD       | 21 - 27   |          | Chiefs     | Eden Park (Auckland)                    | 2 de marzo | 6:35     |
| Reds                    |          | 18 - 10   |          | Brumbies   | Estadio Suncorp (Brisbane)              | 2 de marzo | 9:00     |
| Sunwolves               |          | 17 - 37   | BO       | Rebels     | Estadio Nacional de Singapur (Singapur) | 3 de marzo | 4:15     |
| Crusaders               | BO       | 45 - 28   |          | Stormers   | AMI Stadium (Christchurch)              | 3 de marzo | 6:35     |
| Sharks                  |          | 24 - 24   |          | Waratahs   | Kings Park Stadium (Durban)             | 3 de marzo | 13:05    |
| Bulls                   |          | 35 - 49   | BO       | Lions      | Loftus Versfeld (Pretoria)              | 3 de marzo | 15:15    |
| Jaguares                |          | 9 - 34    | BO       | Hurricanes | Estadio José Amalfitani (Buenos Aires)  | 3 de marzo | 21:40    |
| Descansan: Highlanders. |          |           |          |            |                                         |            |          |

| Semana 4           | Semana 4 | Semana 4  | Semana 4 | Semana 4  | Semana 4                               | Semana 4    | Semana 4 |
| Local              | PB       | Resultado | PB       | Visitante | Estadio                                | Fecha       | Hora     |
| ------------------ | -------- | --------- | -------- | --------- | -------------------------------------- | ----------- | -------- |
| Highlanders        | BO       | 33 - 15   |          | Stormers  | Forsyth Barr Stadium (Dunedin)         | 9 de marzo  | 6:35     |
| Rebels             | BO       | 33 - 10   |          | Brumbies  | AAMI Park (Melbourne)                  | 9 de marzo  | 8:45     |
| Hurricanes         |          | 29 - 19   |          | Crusaders | Westpac Stadium (Wellington)           | 10 de marzo | 6:35     |
| Reds               |          | 20 - 14   | BD       | Bulls     | Estadio Suncorp (Brisbane)             | 10 de marzo | 8:45     |
| Sharks             | BO       | 50 - 22   |          | Sunwolves | Kings Park Stadium (Durban)            | 10 de marzo | 13:05    |
| Lions              | BD       | 35 - 38   |          | Blues     | Emirates Airlines Park (Johannesburgo) | 10 de marzo | 15:15    |
| Jaguares           |          | 38 - 28   |          | Waratahs  | Estadio José Amalfitani (Buenos Aires) | 10 de marzo | 21:40    |
| Descansan: Chiefs. |          |           |          |           |                                        |             |          |

| Semana 5               | Semana 5 | Semana 5  | Semana 5 | Semana 5  | Semana 5                               | Semana 5    | Semana 5 |
| Local                  | PB       | Resultado | PB       | Visitante | Estadio                                | Fecha       | Hora     |
| ---------------------- | -------- | --------- | -------- | --------- | -------------------------------------- | ----------- | -------- |
| Chiefs                 |          | 41 - 28   |          | Bulls     | FMG Stadium Waikato (Hamilton)         | 16 de marzo | 6:35     |
| Highlanders            |          | 25 - 17   |          | Crusaders | Forsyth Barr Stadium (Dunedin)         | 17 de marzo | 6:35     |
| Brumbies               |          | 24 - 17   | BD       | Sharks    | GIO Stadium (Canberra)                 | 17 de marzo | 8:45     |
| Stormers               |          | 37 - 20   |          | Blues     | DHL Newlands (Ciudad del Cabo)         | 17 de marzo | 13:05    |
| Lions                  |          | 40 - 38   | BD       | Sunwolves | Emirates Airlines Park (Johannesburgo) | 17 de marzo | 15:15    |
| Jaguares               |          | 7 - 18    |          | Reds      | Estadio José Amalfitani (Buenos Aires) | 17 de marzo | 21:40    |
| Waratahs               |          | 51 - 27   |          | Rebels    | Allianz Stadium (Sydney)               | 18 de marzo | 5:05     |
| Descansan: Hurricanes. |          |           |          |           |                                        |             |          |

| Semana 6                               | Semana 6 | Semana 6  | Semana 6 | Semana 6    | Semana 6                                 | Semana 6    | Semana 6 |
| Local                                  | PB       | Resultado | PB       | Visitante   | Estadio                                  | Fecha       | Hora     |
| -------------------------------------- | -------- | --------- | -------- | ----------- | ---------------------------------------- | ----------- | -------- |
| Crusaders                              | BO       | 33 - 14   |          | Bulls       | AMI Stadium (Christchurch)               | 23 de marzo | 6:35     |
| Rebels                                 | BO       | 46 - 14   |          | Sharks      | AAMI Park (Melbourne)                    | 23 de marzo | 8:45     |
| Sunwolves                              |          | 10 - 61   | BO       | Chiefs      | Prince Chichibu Memorial Stadium (Tokio) | 24 de marzo | 4:15     |
| Hurricanes                             |          | 29 - 12   |          | Highlanders | Westpac Stadium (Wellington)             | 24 de marzo | 6:35     |
| Stormers                               |          | 25 - 19   | BD       | Reds        | DHL Newlands (Ciudad del Cabo)           | 24 de marzo | 15:15    |
| Jaguares                               |          | 49 - 35   |          | Lions       | Estadio José Amalfitani (Buenos Aires)   | 24 de marzo | 19:40    |
| Descansan: Brumbies, Waratahs y Blues. |          |           |          |             |                                          |             |          |

| Semana 7                               | Semana 7 | Semana 7  | Semana 7 | Semana 7    | Semana 7                               | Semana 7    | Semana 7 |
| Local                                  | PB       | Resultado | PB       | Visitante   | Estadio                                | Fecha       | Hora     |
| -------------------------------------- | -------- | --------- | -------- | ----------- | -------------------------------------- | ----------- | -------- |
| Chiefs                                 |          | 27 - 22   |          | Highlanders | FMG Stadium Waikato (Hamilton)         | 30 de marzo | 6:35     |
| Rebels                                 |          | 19 - 50   | BO       | Hurricanes  | AAMI Park (Melbourne)                  | 30 de marzo | 8:45     |
| Blues                                  |          | 40 - 63   |          | Sharks      | Eden Park (Auckland)                   | 31 de marzo | 6:35     |
| Brumbies                               | BD       | 17 - 24   |          | Waratahs    | GIO Stadium (Canberra)                 | 31 de marzo | 8:45     |
| Bulls                                  |          | 33 - 23   |          | Stormers    | Loftus Versfeld (Pretoria)             | 31 de marzo | 15:15    |
| Lions                                  | BD       | 8 - 14    |          | Crusaders   | Emirates Airlines Park (Johannesburgo) | 1 de abril  | 12:30    |
| Descansan: Jaguares, Sunwolves y Reds. |          |           |          |             |                                        |             |          |

| Semana 8                                | Semana 8 | Semana 8  | Semana 8 | Semana 8  | Semana 8                                 | Semana 8   | Semana 8 |
| Local                                   | PB       | Resultado | PB       | Visitante | Estadio                                  | Fecha      | Hora     |
| --------------------------------------- | -------- | --------- | -------- | --------- | ---------------------------------------- | ---------- | -------- |
| Hurricanes                              |          | 38 - 37   | BD       | Sharks    | Westpac Stadium (Wellington)             | 6 de abril | 7:35     |
| Sunwolves                               |          | 29 - 50   | BO       | Waratahs  | Prince Chichibu Memorial Stadium (Tokio) | 7 de abril | 5:15     |
| Chiefs                                  |          | 21 - 19   | BD       | Blues     | FMG Stadium Waikato (Hamilton)           | 7 de abril | 7:35     |
| Brumbies                                | BO       | 45 - 21   |          | Reds      | GIO Stadium (Canberra)                   | 7 de abril | 9:45     |
| Lions                                   | BO       | 52 - 31   |          | Stormers  | Emirates Airlines Park (Johannesburgo)   | 7 de abril | 15:15    |
| Jaguares                                |          | 14 - 40   | BO       | Crusaders | Estadio José Amalfitani (Buenos Aires)   | 7 de abril | 21:40    |
| Descansan: Blues, Highlanders y Rebels. |          |           |          |           |                                          |            |          |

| Semana 9                                | Semana 9 | Semana 9  | Semana 9 | Semana 9  | Semana 9                                 | Semana 9    | Semana 9 |
| Local                                   | PB       | Resultado | PB       | Visitante | Estadio                                  | Fecha       | Hora     |
| --------------------------------------- | -------- | --------- | -------- | --------- | ---------------------------------------- | ----------- | -------- |
| Hurricanes                              |          | 25 - 13   |          | Chiefs    | Westpac Stadium (Wellington)             | 13 de abril | 7:35     |
| Sunwolves                               |          | 10 - 24   | BO       | Blues     | Prince Chichibu Memorial Stadium (Tokio) | 14 de abril | 3:05     |
| Rebels                                  | BD       | 22 - 25   |          | Jaguares  | AAMI Park (Melbourne)                    | 14 de abril | 5:15     |
| Highlanders                             | BO       | 43 - 17   |          | Brumbies  | Forsyth Barr Stadium (Dunedin)           | 14 de abril | 7:35     |
| Waratahs                                | BO       | 37 - 16   |          | Reds      | Allianz Stadium (Sydney)                 | 14 de abril | 9:45     |
| Sharks                                  |          | 10 - 40   | BO       | Bulls     | Kings Park Stadium (Durban)              | 14 de abril | 15:15    |
| Descansan: Stormers, Lions y Crusaders. |          |           |          |           |                                          |             |          |

| Semana 10              | Semana 10 | Semana 10 | Semana 10 | Semana 10   | Semana 10                   | Semana 10   | Semana 10 |
| Local                  | PB        | Resultado | PB        | Visitante   | Estadio                     | Fecha       | Hora      |
| ---------------------- | --------- | --------- | --------- | ----------- | --------------------------- | ----------- | --------- |
| Blues                  |           | 16 - 34   | BO        | Highlanders | Eden Park (Auckland)        | 20 de abril | 7:35      |
| Waratahs               |           | 0 - 29    | BO        | Lions       | Allianz Stadium (Sydney)    | 20 de abril | 9:45      |
| Crusaders              | BO        | 33 - 11   |           | Sunwolves   | AMI Stadium (Christchurch)  | 21 de abril | 7:35      |
| Reds                   |           | 12 - 36   | BO        | Chiefs      | Estadio Suncorp (Brisbane)  | 21 de abril | 9:45      |
| Bulls                  | BO        | 28 - 10   |           | Rebels      | Loftus Versfeld (Pretoria)  | 21 de abril | 13:05     |
| Sharks                 |           | 24 - 17   | BD        | Stormers    | Kings Park Stadium (Durban) | 21 de abril | 15:15     |
| Brumbies               | BD        | 20 - 25   |           | Jaguares    | GIO Stadium (Canberra)      | 22 de abril | 6:05      |
| Descansan: Hurricanes. |           |           |           |             |                             |             |           |

| Semana 11                             | Semana 11 | Semana 11 | Semana 11 | Semana 11   | Semana 11                      | Semana 11   | Semana 11 |
| Local                                 | PB        | Resultado | PB        | Visitante   | Estadio                        | Fecha       | Hora      |
| ------------------------------------- | --------- | --------- | --------- | ----------- | ------------------------------ | ----------- | --------- |
| Hurricanes                            | BO        | 43 - 15   |           | Sunwolves   | Westpac Stadium (Wellington)   | 27 de abril | 7:35      |
| Stormers                              |           | 34 - 18   |           | Rebels      | DHL Newlands (Ciudad del Cabo) | 27 de abril | 17:10     |
| Reds                                  |           | 27 - 22   | BD        | Lions       | Estadio Suncorp (Brisbane)     | 28 de abril | 5:05      |
| Blues                                 | BD        | 13 - 20   |           | Jaguares    | Eden Park (Auckland)           | 28 de abril | 7:35      |
| Brumbies                              |           | 8 - 21    |           | Crusaders   | GIO Stadium (Canberra)         | 28 de abril | 9:45      |
| Bulls                                 | BD        | 28 - 29   |           | Highlanders | Loftus Versfeld (Pretoria)     | 28 de abril | 15:15     |
| Descansan: Sharks, Waratahs y Chiefs. |           |           |           |             |                                |             |           |

| Semana 12                               | Semana 12 | Semana 12 | Semana 12 | Semana 12   | Semana 12                               | Semana 12 | Semana 12 |
| Local                                   | PB        | Resultado | PB        | Visitante   | Estadio                                 | Fecha     | Hora      |
| --------------------------------------- | --------- | --------- | --------- | ----------- | --------------------------------------- | --------- | --------- |
| Chiefs                                  | BD        | 19 - 23   |           | Jaguares    | Rotorua International Stadium (Rotorua) | 4 de mayo | 7:35      |
| Rebels                                  |           | 10 - 55   | BO        | Crusaders   | AAMI Park (Melbourne)                   | 4 de mayo | 9:45      |
| Hurricanes                              |           | 28 - 19   |           | Lions       | Westpac Stadium (Wellington)            | 5 de mayo | 7:35      |
| Waratahs                                | BD        | 21 - 24   |           | Blues       | Brookvale Oval (Brookvale)              | 5 de mayo | 9:45      |
| Stormers                                |           | 29 - 17   |           | Bulls       | DHL Newlands (Ciudad del Cabo)          | 5 de mayo | 13:05     |
| Sharks                                  | BO        | 38 - 12   |           | Highlanders | Kings Park Stadium (Durban)             | 5 de mayo | 15:15     |
| Descansan: Sunwolves, Brumbies y Reds . |           |           |           |             |                                         |           |           |

| Semana 13            | Semana 13 | Semana 13 | Semana 13 | Semana 13  | Semana 13                                | Semana 13  | Semana 13 |
| Local                | PB        | Resultado | PB        | Visitante  | Estadio                                  | Fecha      | Hora      |
| -------------------- | --------- | --------- | --------- | ---------- | ---------------------------------------- | ---------- | --------- |
| Blues                |           | 15 - 36   | BO        | Hurricanes | Eden Park (Auckland)                     | 11 de mayo | 7:35      |
| Sunwolves            |           | 63 - 28   |           | Reds       | Prince Chichibu Memorial Stadium (Tokio) | 12 de mayo | 3:05      |
| Crusaders            |           | 31 - 29   | BD        | Waratahs   | AMI Stadium (Christchurch)               | 12 de mayo | 5:15      |
| Highlanders          |           | 39 - 27   |           | Lions      | Forsyth Barr Stadium (Dunedin)           | 12 de mayo | 7:35      |
| Brumbies             | BD        | 24 - 27   |           | Rebels     | GIO Stadium (Canberra)                   | 12 de mayo | 9:45      |
| Stormers             | BD        | 9 - 15    |           | Chiefs     | DHL Newlands (Ciudad del Cabo)           | 12 de mayo | 13:05     |
| Bulls                |           | 39 - 33   | BD        | Sharks     | Loftus Versfeld (Pretoria)               | 12 de mayo | 15:15     |
| Descansan: Jaguares. |           |           |           |            |                                          |            |           |

| Semana 14          | Semana 14 | Semana 14 | Semana 14 | Semana 14   | Semana 14                              | Semana 14  | Semana 14 |
| Local              | PB        | Resultado | PB        | Visitante   | Estadio                                | Fecha      | Hora      |
| ------------------ | --------- | --------- | --------- | ----------- | -------------------------------------- | ---------- | --------- |
| Hurricanes         |           | 38 - 34   | BD        | Reds        | Westpac Stadium (Wellington)           | 18 de mayo | 7:35      |
| Sunwolves          |           | 26 - 23   | BD        | Stormers    | Mong Kok Stadium (Kowloon)             | 19 de mayo | 5:15      |
| Blues              |           | 24 - 34   |           | Crusaders   | Eden Park (Auckland)                   | 19 de mayo | 7:35      |
| Waratahs           | BO        | 41 - 12   |           | Highlanders | Allianz Stadium (Sydney)               | 19 de mayo | 9:45      |
| Sharks             |           | 28 - 24   | BD        | Chiefs      | Kings Park Stadium (Durban)            | 19 de mayo | 13:05     |
| Lions              | BO        | 42 - 24   |           | Brumbies    | Emirates Airlines Park (Johannesburgo) | 19 de mayo | 15:15     |
| Jaguares           | BO        | 54 - 24   |           | Bulls       | Estadio José Amalfitani (Buenos Aires) | 19 de mayo | 21:40     |
| Descansan: Rebels. |           |           |           |             |                                        |            |           |

| Semana 15         | Semana 15 | Semana 15 | Semana 15 | Semana 15   | Semana 15                              | Semana 15  | Semana 15 |
| Local             | PB        | Resultado | PB        | Visitante   | Estadio                                | Fecha      | Hora      |
| ----------------- | --------- | --------- | --------- | ----------- | -------------------------------------- | ---------- | --------- |
| Crusaders         |           | 24 - 13   |           | Hurricanes  | AMI Stadium (Christchurch)             | 25 de mayo | 7:35      |
| Rebels            | BO        | 40 - 13   |           | Sunwolves   | AAMI Park (Melbourne)                  | 25 de mayo | 9:45      |
| Jaguares          | BO        | 29 - 13   |           | Sharks      | Estadio José Amalfitani (Buenos Aires) | 25 de mayo | 19:40     |
| Chiefs            | BO        | 39 - 27   |           | Waratahs    | FMG Stadium Waikato (Hamilton)         | 26 de mayo | 7:35      |
| Reds              | BD        | 15 - 18   |           | Highlanders | Estadio Suncorp (Brisbane)             | 26 de mayo | 9:45      |
| Bulls             |           | 28 - 38   |           | Brumbies    | Loftus Versfeld (Pretoria)             | 26 de mayo | 13:05     |
| Stormers          | BD        | 23 - 26   |           | Lions       | DHL Newlands (Ciudad del Cabo)         | 26 de mayo | 15:15     |
| Descansan: Blues. |           |           |           |             |                                        |            |           |

| Semana 16 (solo CANZ)                                 | Semana 16 (solo CANZ) | Semana 16 (solo CANZ) | Semana 16 (solo CANZ) | Semana 16 (solo CANZ) | Semana 16 (solo CANZ)          | Semana 16 (solo CANZ) | Semana 16 (solo CANZ) |
| Local                                                 | PB                    | Resultado             | PB                    | Visitante             | Estadio                        | Fecha                 | Hora                  |
| ----------------------------------------------------- | --------------------- | --------------------- | --------------------- | --------------------- | ------------------------------ | --------------------- | --------------------- |
| Highlanders                                           |                       | 30 - 14               |                       | Hurricanes            | Forsyth Barr Stadium (Dunedin) | 1 de junio            | 7:35                  |
| Blues                                                 |                       | 10 - 20               |                       | Rebels                | Eden Park (Auckland)           | 2 de junio            | 5:15                  |
| Chiefs                                                |                       | 20 - 34               |                       | Crusaders             | FMG Stadium Waikato (Hamilton) | 2 de junio            | 7:35                  |
| Reds                                                  |                       | 41 - 52               |                       | Waratahs              | Estadio Suncorp (Brisbane)     | 2 de junio            | 9:45                  |
| Brumbies                                              | BO                    | 41 - 31               |                       | Sunwolves             | GIO Stadium (Canberra)         | 3 de junio            | 6:05                  |
| Descansan: Bulls, Jaguares, Lions, Sharks y Stormers. |                       |                       |                       |                       |                                |                       |                       |

| Semana 17             | Semana 17 | Semana 17 | Semana 17 | Semana 17  | Semana 17                               | Semana 17   | Semana 17 |
| Local                 | PB        | Resultado | PB        | Visitante  | Estadio                                 | Fecha       | Hora      |
| --------------------- | --------- | --------- | --------- | ---------- | --------------------------------------- | ----------- | --------- |
| Blues                 | BO        | 39 - 16   |           | Reds       | Eden Park (Auckland)                    | 29 de junio | 7:35      |
| Rebels                | BD        | 26 - 31   |           | Waratahs   | AAMI Park (Melbourne)                   | 29 de junio | 9:45      |
| Highlanders           |           | 22 - 45   |           | Chiefs     | ANZ National Stadium (Suva)             | 30 de junio | 7:35      |
| Brumbies              |           | 24 - 12   |           | Hurricanes | GIO Stadium (Canberra)                  | 30 de junio | 9:45      |
| Sunwolves             |           | 42 - 37   | BD        | Bulls      | Estadio Nacional de Singapur (Singapur) | 30 de junio | 11:55     |
| Sharks                |           | 31 - 24   | BD        | Lions      | Kings Park Stadium (Durban)             | 30 de junio | 15:15     |
| Jaguares              |           | 25 - 14   |           | Stormers   | Estadio José Amalfitani (Buenos Aires)  | 30 de junio | 17:40     |
| Descansan: Crusaders. |           |           |           |            |                                         |             |           |

| Semana 18         | Semana 18 | Semana 18 | Semana 18 | Semana 18   | Semana 18                      | Semana 18  | Semana 18 |
| Local             | PB        | Resultado | PB        | Visitante   | Estadio                        | Fecha      | Hora      |
| ----------------- | --------- | --------- | --------- | ----------- | ------------------------------ | ---------- | --------- |
| Crusaders         |           | 45 - 22   |           | Highlanders | AMI Stadium (Christchurch)     | 6 de julio | 7:35      |
| Reds              |           | 37 - 23   |           | Rebels      | Estadio Suncorp (Brisbane)     | 6 de julio | 9:45      |
| Chiefs            |           | 24 - 19   | BD        | Brumbies    | FMG Stadium Waikato (Hamilton) | 7 de julio | 5:15      |
| Hurricanes        | BO        | 42 - 24   |           | Blues       | Westpac Stadium (Wellington)   | 7 de julio | 7:35      |
| Waratahs          | BO        | 77 - 25   |           | Sunwolves   | Allianz Stadium (Sydney)       | 7 de julio | 9:45      |
| Bulls             |           | 43 - 34   |           | Jaguares    | Loftus Versfeld (Pretoria)     | 7 de julio | 13:05     |
| Stormers          |           | 27 - 16   |           | Sharks      | DHL Newlands (Ciudad del Cabo) | 7 de julio | 15:15     |
| Descansan: Lions. |           |           |           |             |                                |            |           |

| Semana 19            | Semana 19 | Semana 19 | Semana 19 | Semana 19  | Semana 19                              | Semana 19   | Semana 19 |
| Local                | PB        | Resultado | PB        | Visitante  | Estadio                                | Fecha       | Hora      |
| -------------------- | --------- | --------- | --------- | ---------- | -------------------------------------- | ----------- | --------- |
| Chiefs               |           | 28 - 24   | BD        | Hurricanes | FMG Stadium Waikato (Hamilton)         | 13 de julio | 7:35      |
| Reds                 | BO        | 48 - 27   |           | Sunwolves  | Estadio Suncorp (Brisbane)             | 13 de julio | 9:45      |
| Highlanders          |           | 43 - 37   | BD        | Rebels     | Forsyth Barr Stadium (Dunedin)         | 14 de julio | 5:15      |
| Crusaders            | BO        | 54 - 17   |           | Blues      | AMI Stadium (Christchurch)             | 14 de julio | 7:35      |
| Waratahs             |           | 31 - 40   |           | Brumbies   | Allianz Stadium (Sydney)               | 14 de julio | 9:45      |
| Lions                | BO        | 38 - 12   |           | Bulls      | Emirates Airlines Park (Johannesburgo) | 14 de julio | 13:05     |
| Sharks               |           | 20 - 10   |           | Jaguares   | Kings Park Stadium (Durban)            | 14 de julio | 15:15     |
| Descansan: Stormers. |           |           |           |            |                                        |             |           |

## Segunda Fase (Play-offs)

### Cuadro
|  | Cuartos de final | Cuartos de final |            |           | Semifinales | Semifinales |  |           | Final       | Final       |  |
|  | 21 de julio      | 21 de julio      |            |           | 28 de julio | 28 de julio |  |           | 4 de agosto | 4 de agosto |  |
|  |                  |                  |            |           |             |             |  |           |             |             |  |
|  |                  |                  |            |           |             |             |  |           |             |             |  |
|  | Crusaders        | 40               |            |           |             |             |  |           |             |             |  |
|  | Crusaders        | 40               |            |           |             |             |  |           |             |             |  |
|  | Sharks           | 10               |            |           |             |             |  |           |             |             |  |
|  | Sharks           | 10               |            | Crusaders | 30          |             |  |           |             |             |  |
|  |                  |                  |            | Crusaders | 30          |             |  |           |             |             |  |
|  |                  |                  | Hurricanes | 12        |             |             |  |           |             |             |  |
|  | Hurricanes       | 32               | Hurricanes | 12        |             |             |  |           |             |             |  |
|  | Hurricanes       | 32               |            |           |             |             |  |           |             |             |  |
|  | Chiefs           | 31               |            |           |             |             |  |           |             |             |  |
|  | Chiefs           | 31               |            |           |             |             |  | Crusaders | 37          |             |  |
|  |                  |                  |            |           |             |             |  | Crusaders | 37          |             |  |
|  |                  |                  | Lions      | 18        |             |             |  |           |             |             |  |
|  | Waratahs         | 30               | Lions      | 18        |             |             |  |           |             |             |  |
|  | Waratahs         | 30               |            |           |             |             |  |           |             |             |  |
|  | Highlanders      | 23               |            |           |             |             |  |           |             |             |  |
|  | Highlanders      | 23               |            | Lions     | 44          |             |  |           |             |             |  |
|  |                  |                  |            | Lions     | 44          |             |  |           |             |             |  |
|  |                  |                  | Waratahs   | 26        |             |             |  |           |             |             |  |
|  | Lions            | 40               | Waratahs   | 26        |             |             |  |           |             |             |  |
|  | Lions            | 40               |            |           |             |             |  |           |             |             |  |
|  | Jaguares         | 23               |            |           |             |             |  |           |             |             |  |
|  | Jaguares         | 23               |            |           |             |             |  |           |             |             |  |
|  |                  |                  |            |           |             |             |  |           |             |             |  |

### Cuartos de final
Todos los horarios corresponden al huso horario local.
| 20 de julio, 19:35 (UTC +12:00) | Hurricanes | 32 - 31 | Chiefs | Westpac Stadium, Wellington |                          |
|                                 |            | Reporte |        | Árbitro(s): Glen Jackson    | Árbitro(s): Glen Jackson |

| 21 de julio, 19:35 (UTC +12:00) | Crusaders | 40 - 10 | Sharks | AMI Stadium, Christchurch |                         |
|                                 |           | Reporte |        | Árbitro(s): Mike Fraser   | Árbitro(s): Mike Fraser |

| 21 de julio, 20:05 (UTC +10:00) | Waratahs | 30 - 23 | Highlanders | Allianz Stadium, Sídney   |                           |
|                                 |          | Reporte |             | Árbitro(s): Angus Gardner | Árbitro(s): Angus Gardner |

| 21 de julio, 15:05 (UTC +2:00) | Lions | 40 - 23 | Jaguares | Emirates Airlines Park, Johannesburgo |                         |
|                                |       | Reporte |          | Árbitro(s): Jaco Peyper               | Árbitro(s): Jaco Peyper |

### Semifinales
Todos los horarios corresponden al huso horario local.
| 28 de julio, 19:35 (UTC +12:00) | Crusaders | 30 - 12 | Hurricanes | AMI Stadium, Christchurch |                         |
|                                 |           | Reporte |            | Árbitro(s): Jaco Peyper   | Árbitro(s): Jaco Peyper |

| 28 de julio, 15:05 (UTC +2:00) | Lions | 44 - 26 | Waratahs | Emirates Airlines Park, Johannesburgo |                          |
|                                |       | Reporte |          | Árbitro(s): Glen Jackson              | Árbitro(s): Glen Jackson |

### Final
El horario corresponde al huso horario local.
| 4 de agosto, 19:35 (UTC +12:00) | Crusaders | 37 - 18 | Lions | AMI Stadium, Christchurch |                           |
|                                 |           | Reporte |       | Árbitro(s): Angus Gardner | Árbitro(s): Angus Gardner |

| Bandera de Nueva Zelanda |
| Campeón Crusaders        |
| Noveno título            |